# Константин Рамшев
Константин Николов Рамшев е български лекар, кардиолог, професор, началник на Клиника „Интензивна терапия“ във Военномедицинска академия, МБАЛ – София.

## Биография
Константин Рамшев е роден на 19 май 1953 г. в София, България. Той е семеен, с две деца.
Завършва медицина в Медицинския университет – София през 1979 г. През 1999 г. защитава дисертационен труд пред Висшата атестационна комисия (ВАК) и получава образователна и научна степен доктор по научната специалност „Кардиология“ с тема „Артериална хипертония и някои рискови фактори при младежи в призивна възраст (17 – 20 г.)“ и научен ръководител проф. д-р Младен Григоров, д.м.н. Има признати специалности по вътрешни болести от 1985 г., кардиология и ревматология (тогава кардиоревматология) от 1990 г., военно-полева терапия от 1988 г., спешна медицина от 2000 г. Той е един от първите специалисти в България (заедно с проф. Светла Торбова), получили сертификат за специалист по клинична хипертония (Clinical Hypertension Specialist) от Европейското дружество по хипертония (през 2003 г.).
През 2000 г. завършва магистратура по мениджмънт в здравеопазването в УНСС. През 2004 г. преминава курс по стратегическо ръководство на отбраната и въоръжените сили във Военната академия „Георги Раковски“.
През 2001 г. след конкурс е избран за доцент, а през 2019 – за професор.
Започва кариерата си като лекар в поделение, преминава през длъжностите клиничен ординатор по вътрешни болести във ВВМИ, началник на кабинет по кардиология към поликлиниката на ВВМИ, началник интензивен сектор (от създаването му през 1979 г.), заместник-началник на Клиниката по кардиология във ВМА (1990 – 2001 г.). През периода 2002 – 2007 г. е заместник-началник по лечебно-диагностичната дейност на ВМА – при началник ген. Стоян Тонев. За периода 2004 – 2008 г. е главен терапевт на българската армия. От 2001 г. е началник на Клиника „Интензивна терапия“. От 2006 до 2018 г. ръководи катедра „Кардиология и интензивна терапия“, а през 2018 г. оглавява новосформираната катедра „Кардиология, интензивна терапия и вътрешни болести“, на която е начело до 2022 г.
Участва като изследовател, координатор и главен изследовател в над 30 международни клинични изпитвания.
Преподава на студенти и специализанти по медицина (вътрешни болести, кардиология, ревматология, спешна медицина), специалисти по здравни грижи и парамедици.
Участва в изпитните комисии за държавен изпит за придобиване на специалност по:
- вътрешни болести (председател на комисията до 2011 г.);
- военно-полева терапия (председател на комисията до 2008 г.);
- кардиология;
- спешна медицина.

По времето на ВАК е член на Специализирания научен съвет по кардиология, белодробни болести, нефрология, физиотерапия и спортна медицина, както и на този по военна медицина.
Като военен лекар е офицер от резерва със звание полковник.

## Членства

### В научни организации
- Българска лига по хипертония (в управителния съвет; заместник-председател)
- Българска национална академия по медицина
- Българска сърдечна и съдова асоциация (в управителния съвет)
- Българско дружество по парентерално и ентерално хранене
- Българско научно дружество по военна медицина
- Дружество на кардиолозите в България (в управителния съвет за периода 2006 – 2008 г.)
- Европейско дружество по хипертония (в селекционната комисия за България)
- Европейско дружество по кардиология
- Асоциацията на завършилите колежа на НАТО в Рим (почетен член)

### В редакционни колегии на научни списания
- Списание на Българската лига по хипертония (главен редактор)
- Съвременна медицина
- Военна медицина (зам. главен редактор до 2007 г.)
- Българска кардиология
- Невросонология и мозъчна хемодинамика (до 2016 г.)

## Награди и отличия
- Носител на почетен знак „Български лекар“.
- Носител на Златна значка – български лекар от Министъра на здравеопазването

## Научни публикации
Автор и съавтор на над 300 научни публикации: монографии, статии, учебници и учебни помагала. До заемане на длъжността доцент има 116 публикации, а след това се явява на конкурс за професор с други 160. Има съавторство в 19 монографии, на една от които е самостоятелен автор, а друга е под неговата обща редакция. Основните направления в научната му дейност са в областите: артериална хипертония и рискови фактори, сърдечна недостатъчност (диагностика, лечение), остър коронарен синдром, ритъмно-проводни нарушения, възпалителни болести на сърцето. Общият импакт фактор на публикациите му е 107,874, а цитиранията на трудовете му са над 26000 в Web of Science с индекс на Хирш 18 и над 47000 в Google Наука с индекс на Хирш 24.